# Успение Богородично (Агиос Василиос)
Вижте пояснителната страница за други значения на Свети Георги.
„Успение Богородично“ (на гръцки: Ναός Κοιμήσεως της Θεοτόκου) е църква в лъгадинското село Агиос Василиос (Айвасил), Гърция, енорийски храм на Лъгадинската, Литийска и Рендинска епархия.
Църквата е разположена в източната част на селото. Построена е в XX век и замества старата гробищна „Свети Георги“ като енорийски храм на селото. В архитектурно отношение е трикорабна базилика с открит трем на запад и кула камбанария в югозападния ъгъл. Входовете са от запад и юг. След изграждането на храма в него са прехвърлени повечето от преносимите икони и църковни ценности от „Свети Георги“. В „Успение Богородично“ има 21 преносими икони и 19 стари книги.
- Икони от храма
- „Рождество Богородично“, 30,5 Χ 43,5 Χ 3,5.
 Η ΓΕΝΗCIC ΤΗC ΘΕΟΤΟκου
- „Свети Меркурий и Света Екатерина“, 30,5 Χ 43 Χ 3.
 Ο ΑΓΙος ΜΕΡΚΟΥΡΙΟς Η ΑΓΙΑ ΕΚΑΤΕ[ρι]να
- „Възнесение Господне“, 33 Χ 43 Χ 3.
 Η ΑΝΑΛΙΨΗς ΤΟΥ ΧΡΙΣΤΟΥ Μ(ΗΤΗ)Ρ Θ(ΕΟ)Υ
- „Събор на дванадесетте апостоли“, 31 Χ 43 Χ 3,5.
 Η ΣυΝΑΞΙΣ 12 ΑΠΟ/ΣΤΟΛΟΝ
- „Успение Богородично“, 35,5 Χ 49 Χ 2,5.
 Η ΚΟΙΜΗΣΙΣ ΤΗΣ ΘΕΟΤ[ΟΚ]ΟΥ
- „Свети Дионисий Олимпийски и Свети Харалампий“, 33 Χ 46,5 Χ 3
- „Свети Христофор и Свети Трифон“, 33 Χ 44,5 Χ 3.
 Ο ΑΓΙΟς ΧΡΙΣΤΩΦΟΡΟς Ο ΑΓΙΟς ΤΡΙΦΩΝΟς
- „Свети Георги“, 411 Χ 59 Χ 3.
 Ο ΑΓΙΟΣ ΓΕΩΡΓΙΟΣ.
- „Оплакване в гроба“, 37 Χ 43,5 Χ 3,5.
 Ο Ε[ΠΙ]ΤΑΦΙΟς <ΘΡΗΝΟς>.
- „Св. св. Теодор Тирон и Теодор Стратилат“, 30 Χ 44 Χ 2,5.
 Ο ΑΓΙΟς ΘΕΩΔΟΡος / Ο ΤΙΡωνος
 ΑΓΙΟς ΘΕΩΔΟΡος / ο στρατηλά/της
- „Короноване на Богородица“, 31,5 Χ 44 Χ 3.
 Η ΑΓΙΑ ΤΡΙΑΔΑ. Икона, вдъхновена от западната иконография
- „Рождество Христово“, 33 Χ 43 Χ 3,5.
 Η ΓΕ[ΝΝ]ΗC[ις] [ΤΟΥ ΧΡΙΣΤΟΥ]
- „Христос на трон“, 48,5 Χ 66 Χ 2,5.
 ΙΣ. ΧΣ. (Иконата е надживописана. Стар надпис Ο CΟΤΗΡ ΤΩΝ Ο/ΛΩΝ)
- „Свети Антоний“, 42 Χ 57 Χ 2,5.
 Ο ΑΓΙΟΣ ΑΝΤΩΝΙΟΣ. (Иконата е надживописана)
- „Кръщение Господне“, 33 Χ 48,5 Χ 2,5.
 Η ΒΑΠΤΗΣΙΣ ΤΟΥ ΧΡΙΣΤΟΥ
- „Свети Петър“, 19,5 Χ 31 Χ 3.
 Ο ΑΓΙΟς ΠΕΤΡΟς.
- „Свети Андрей“, 16,5 Χ 31,5 Χ 2.
 Ο ΑΓΙΟς ΑΝΔΡε/ας.
- „Св. св. Константин и Елена“, 30,5 Χ 43 Χ 3.
 Ο ΑΓΙΟΣ ΚΩΣΤΑΝΤΙΝΟΣ Η ΑΓΙΑ ΕΛΕΝΗ. (Иконата е надживописана)
- „Отсичане на главата на Свети Йоан Предтеча“, 33,5 Χ 48,5 Χ 2,5
- „Света Богородица“, 28 Χ 51
- „Светата литургия“, 30,5 Χ 37,5 Χ 1,5.
 «στῶμεν καλῶς στῶμεν μετὰ φόβου!